# Aéroport de Tretiakovo
Aéroport de Tretiakovo (russe : Аэропорт Третьяково) (ICAO : UUMT) est un aéroport à Loukhovitsy dans l'oblast de Moscou en Russie, situé à 25 km au sud-est de Kolomna et à 56 km au nord-ouest de Riazan. L'aéroport est exploité par Mikoyan-Gourevitch dans le cadre du complexe de production et de test d'avions de Loukhovitsy (russe : Луховицкий авиационный производственно-испытательный комплекс).
La ligne de production de l'avion régional Iliouchine Il-114-300, fermée en Ouzbékistan en 2012, est relocalisée ici après 2016, et le premier avion d'essai est prêt en 2021.